# Овчаренко, Виктор Иванович (философ)
Ви́ктор Ива́нович Овчаре́нко (5 февраля 1943, Мелекесс, Ульяновская область — 5 мая 2009, Москва) — советский и российский философ, социолог, историк и психолог. Доктор философских наук (1996), профессор (1997), действительный член РАЕН (1997), академик Академии гуманитарных исследований (1998), академик Академии педагогических и социальных наук (2000), почётный член Русского психоаналитического общества (1995). Член редколлегий журналов «Вестник психоанализа», «Психоаналитический вестник» и др. Основатель (совместно с В. С. Стёпиным) Минской философской школы «Гуманитарная энциклопедия». Один из создателей современной белорусской социологии. Автор монографий, научных и научно-популярных книг и статей в энциклопедических изданиях, посвященных психоанализу, социологии и современной философии.

## Биография
Окончил исторический факультет Белорусского государственного университета (1969) и аспирантуру кафедры философии БГУ (1972). В 1972—1982 — преподаватель, затем старший преподаватель и доцент кафедры философии БГУ. Окончил Институты повышения квалификации (ИПК) при Белорусском государственном университете (1975) и при Московском государственном университете им. М. В. Ломоносова (1979). В 1982—1983 — доцент кафедры философии Института повышения квалификации (ИПК) при БГУ. В 1983—1987 — доцент кафедры философии ИПК при МГУ. С 1987 — доцент, с 1995 профессор кафедры философии Московского государственного лингвистического университета. Кандидатская диссертация — «Критический анализ теории личности З.Фрейда» (1974, БГУ). Докторская диссертация — «Генезис, основания, формы и тенденции развития социологического психологизма как явления социальной мысли» (1995, МГУ).
Основные результаты исследований В. И. Овчаренко связаны с изучением социологического психологизма, проблем личности и межличностных отношений, содержания и моделей психики; истории, теории и методологии психоанализа и постфрейдизма; человеческого измерения истории, отчуждения, гуманизма; истории философии, социологии и психологии; метафилософии, методики преподавания философии и др. Показал, что одним из первых общественнозначимых результатов систематической философской деятельности в Древнем мире стало создание западных и восточных версий концептуального гуманизма. Осуществил философское исследование парадигм, идей, теорий, методологии, методов, моделей и течений классической и современной социальной мысли.
В 1990 опубликовал основы концепции социологического психологизма — отрасли знания и междисциплинарного плюралистического направления социальной мысли, принимающего в качестве предпосылки исследования и объяснения социальных явлений и процессов, действие и взаимодействие общественных, групповых и индивидуальных психических факторов.
В 1993 инициировал начало кампании за возвращение в Россию подлинников и копий документов и материалов по истории российского психоанализа и психоаналитического движения из заграничных архивов и собраний.
В 1994 опубликовал «Психоаналитический глоссарий» — первое русскоязычное издание словаря-справочника по психоанализу, содержащее систематизированную информацию об истории психоанализа, его идеях и лидерах, терминологии, документальной базе, классических и современных направлениях, школах и теориях психоаналитической ориентации. Выделил три основных этапа развития классического психоанализа: 1) Клинический (1896—1905), 2) Психологический (1905—1913) и 3) Метафизический (1913—1939).
В 1996 предложил первую научную периодизацию истории российского психоанализа и психоаналитического движения. Совместно с В. М. Лейбиным опубликовал двухтомную «Антологию российского психоанализа» (1999), в которой впервые даётся целостное, систематизированное многомерное представление о столетней истории существования и развития психоаналитических идей в России.
Опубликовал более 700 биографий отечественных и зарубежных философов, социологов, культурологов, психологов, психоаналитиков и др. Ввёл в оборот категории «социологический психологизм», «понятийно-проблемные комплексы», «понятийно-проблемные ассоциации», «латентная и контактная Всемирная история», «дисперсионная рациональная среда», «дисперсионная психоаналитическая среда», «мультибазисность человека», «этика рациональной корректности» и др. В общей сложности опубликовал около 1500 научных статей в философских, психологических, психоаналитических, социологических энциклопедиях, словарях, справочниках, профессиональных отечественных и зарубежных журналах.
5 мая 2009 года скоропостижно скончался в Москве.

## Основные идеи и понятия

### Этика рациональной корректности
Этика рациональной корректности — универсальная система нравственных императивов целесообразного и разумного человеческого бытия, соразмерная всему сущему как единой всеобщности. Идея, понятие и концепция введены в оборот Виктором Овчаренко.
В качестве теоретической и практической модели осознания и решения проблем выживания, достойной жизни людей и гармоничного развития, этика рациональной корректности принимает в качестве своей основы и фундаментальной нормы человеческой жизнедеятельности принцип корректного отношения ко всему сущему.
Основные измерения этой многомерной этики как формы и нормы сознания, самосознания и регулирующих правил (принципов, требований и норм) целенаправленной деятельности фиксируют, обусловливают и направляют: отношение человека к человеку и самому себе, его отношение к различным группам, обществу и государству, отношение к искусственной среде и культуре (то есть результатам и продуктам материальной и духовной деятельности людей) и отношение к живой и неживой природе (преимущественно к конкретной экологической сфере); отношение групп, общества и государства к человеку и природе (космического, планетарного и регионального масштаба), взаимоотношения групп, отношение общества к государству и государства к обществу и систему взаимоотношений и взаимодействий государств, обществ и народов.
Принцип корректного отношения ко всему сущему как максима предполагает необходимость всеобщего осознанного и целенаправленного системного культивирования лучших человеческих свойств и качеств, уважительного и доброжелательного отношения к наличествующему и социально значимой трансляции образцов соответствующего нравственного поведения людей.
В роли импульса и базиса этики рациональной корректности выступают позитивный и негативный исторический опыт человечества, интеллектуальный потенциал и разумность, нравственные ценности и гуманистические ориентации людей, достижения науки, технологии, техники и содержание предметной направленности философии на мироздание, человека и общество.

### Латентная и контактная Всемирная история
Латентная и контактная Всемирная история (от лат. Latentis — «скрытый» и лат. Contactus — «соприкосновение») — основные периоды Всемирного исторического процесса, выделяемые по основанию знания и осознания себя человечеством как единой планетарной социальной всеобщности.
Латентная всемирная история хронологически охватывает период от формирования вида Homo sapiens до эпохи Великих географических и этнографических открытий (сер. XV — сер. XVII вв., когда путешественники открывали различные народы и расы, о существовании которых не подозревали) и характеризуется неявной формой Всемирного исторического процесса, обусловленной относительно автономным существованием значительной части этносов.
Эпоха Великих географических и этнографических открытий явилась фазовым переходом от латентной к контактной Всемирной истории.
Контактная всемирная история хронологически охватывает период от середины XVII в. до настоящего времени и характеризуется явной, открытой формой Всемирного исторического процесса.
Отличительными особенностями контактной всемирной истории являются постоянное и быстрое повышение уровня знания и осознания себя людьми в единстве и многообразии своего рода, постоянное возрастание количества разнообразных контактов между индивидами, группами и государствами (на основе стремительного прогресса средств связи и транспорта, либерализации и демократизации жизнедеятельности людей), миграция, активная метизация, создание ряда Всемирных организаций и международного права.

### Дисперсионная рациональная среда
Дисперсионная рациональная среда (от лат. Dispersus — «рассеянный, рассыпанный» и лат. Ratio — «разум») — совокупность рассеянных информационных полей массового обыденного сознания, включающая в себя различные редуцированные и примитивизированные результаты рационального (философского и научного) познания и некоторые представления об их социальных, культурных, технологических и технических следствиях, которые существуют во фрагментарных формах повседневной и самоочевидной данности.
В значительной части дисперсионная рациональная среда включает в себя знания, бывшие когда-то высшими достижениями рационального познания (например, представления о шарообразности Земли, её вращении, месте в планетарной системе и Галактике; сведения о фундаментальных законах природы и атомном строении вещества, знания о возможности полётов аппаратов тяжелее воздуха, передачи звука и изображения на большие расстояния; представления об эволюционном развитии человека, сведения о рефлексах, бессознательном психическом, комплексах, представления о движущих силах, формах и векторе общественного развития и т. д.).

### Дисперсионная психоаналитическая среда
Дисперсионная психоаналитическая среда(от лат. Dispersus — «рассеянный, рассыпанный») — специфическое рассеянное информационное поле массового обыденного сознания, обеспечивающее восприятие и усвоение психоаналитических идей и элементов психоаналитических учений как некой повседневной и самоочевидной данности.
Дисперсионная психоаналитическая среда является одним из фрагментов современной дисперсионной рациональной среды и играет существенную роль в усвоении и развитии комплекса психоаналитических и психоаналитически ориентированных идей и представлений.

### Понятийно-проблемные комплексы
Понятийно-проблемные комплексы — совокупность различных традиционных и инновационных понятий и категорий, связанных общим назначением, ориентированным на фиксацию, всестороннее исследование, осмысление и познание определенной проблемы, конкретного предмета (вещи), процесса или явления.
Понятийно-проблемные комплексы создаются и трансформируются преимущественно в начальных фазисах познавательного процесса. В дальнейшем они образуют понятийно-проблемные ассоциации, которые в свою очередь репродуцируют и репрезентируют себя (как правило, частично) в соответствующих категориально-понятийных рядах, обладающих разной степенью сопряжённости.

### Социологический психологизм
Социологический психологизм — плюралистическое направление социологии, принимающее в качестве основной предпосылки исследования и объяснения социальных явлений и процессов действие и взаимодействие общественных, групповых и индивидуальных психических факторов.
В процессе создания социологии и формирования общих представлений о её предмете, методе, целях, задачах, возможностях, статусе и т. д. под влиянием уже имевшихся трёх основных версий и моделей организации социологического знания: физикалистской (О.Конт), биологистской (Г.Спенсер) и философистской (К.Маркс, Ф.Энгельс), а также социальной философии, психологии и антропологии, постепенно сложилась обновленческая альтернатива, ориентированная на исследование различного рода психических факторов, влияющих на социальные действия и взаимодействия личностей, групп, обществ и государств.
С учётом основного метода исследования и доминирующих компонентов содержания данную версию и модель социологии (обычно обозначаемые как психологическая школа в социологии, психологизм в социологии, психологические идеи в социологии, психологическая социология, школа психологизма в социологии, психологическое направление в социологии и т. д.), более правомерно квалифицировать как социологический психологизм.
Эволюция социологического психологизма характеризуется наличием разнокачественных состояний, являющих собой три основных этапа его развития: 1) Создание и становление, 2) Утверждение, конституирование и институализация, 3) Формирование социологического неопсихологизма.
На этапе создания и становления, происходившем преимущественно на региональном уровне (Л.Гумплович, Г.Тард, Г.Лебон, Л.Уорд, А.Смолл, У.Мак-Дугалл и др.), были определены его основные проблемные поля, разработаны понятийно-проблемные комплексы и собственный категориально-понятийный аппарат, созданы и отсепарированы различные теории.
На этапе утверждения и конституирования основными разновидностями социологического психологизма являются: бихевиористская и необихевиористская социология (Дж. Уотсон, Дж. Хоманс и др.), фрейдистская социология, индивидуальная и аналитическая психосоциология (А.Адлер, К.Юнг), сексуально-экономическая психосоциология (В.Райх), неофрейдистская социология (Э.Фромм, К.Хорни и др.), социометрия (Дж. Морено), психосоциология человеческих отношений (Э.Мейо и др.) и др., сформировавшиеся под определяющим воздействием разнообразных ориентаций бихевиористского, фрейдистского и персонологического толка, а также идей влиятельных философий нашего времени (от прагматизма и экзистенциализма до неомарксизма включительно).
Этап формирования социологического неопсихологизма как современной формы социологического психологизма, при сохранении метода и основного содержания, характеризуется усилением его философских, психологических и антропологических компонентов, оперативной адаптацией пограничных идей и концепций, активным использованием феноменологической и этнометодологической социологии, структурного функционализма, экзистенциального психоанализа, экзистенциального анализа, эгопсихологии, трансакционного анализа, медицинской антропологии, психосоматики, психоистории и др.
Сопряжённые процессы освоения новых проблемных полей, концептуально-методологические новации, расширение категориально-понятийного аппарата при относительной стабилизации его на основе психоаналитических ориентаций и соответствующего им глоссария обеспечили трансформацию социологического психологизма в социологический неопсихологизм (Э.Эриксон, Л.Демоз, Ф.Александер, Ш.Селесник и др.), являющийся интегральной формой и одним из ведущих направлений современной теоретической социологии.
Понятие, определение и концепция социологического психологизма введены в оборот Виктором Овчаренко.

## Основные труды
- «Психоаналитический глоссарий» (1994)
- «Социологический психологизм. Критический анализ» (1990, совм. с А. А. Грицановым)
- «Человек и отчуждение» (1991, совм. с А. А. Грицановым)
- «История социологии» (1993 и 1997, в соавт.)
- «Философская и социальная антропология» (1997, в соавт.)
- «Психоаналитическая литература в России» (1998, совм. с В. М. Лейбиным)
- «Психоанализ. Популярная энциклопедия» (1998, в соавт.)
- «Антология российского психоанализа» (1999, в двух томах, совм. с В. М. Лейбиным)
- «Новейший философский словарь» (1999 и 2001, в соавт.)
- «Современная западная философия» (2000, в соавт.)
- «Российские психоаналитики» (2000)
- «Классический и современный психоанализ» (2000)
- «Всемирная энциклопедия. Философия» (2001, в соавт.)
- «Постмодернизм. Энциклопедия» Архивная копия от 4 декабря 2008 на Wayback Machine (2001, в соавт.)
- «История философии. Энциклопедия» Архивная копия от 8 декабря 2008 на Wayback Machine (недоступная ссылка с 14-06-2016 [3319 дней]) (2002, в соавт.)
- «Большой энциклопедический словарь: философия, социология, религия, эзотеризм, политэкономия» (2002, в соавт.)
- «Всемирная энциклопедия. Философия. XX век» (2002, в соавт.)
- «Англо-русский психоаналитический словарь», т. I (2003)
- «Англо-русский психоаналитический словарь», т. II (2003)
- «Новейший философский словарь» Архивная копия от 5 декабря 2008 на Wayback Machine (недоступная ссылка с 14-06-2016 [3319 дней]) (2003, в соавт.)
- «Социология. Энциклопедия» Архивная копия от 16 декабря 2008 на Wayback Machine (недоступная ссылка с 14-06-2016 [3319 дней]) (2003, в соавт.)
- «История психологии в лицах. Персоналии» (2005, в соавт.)
- «Сумма психоанализа» (2006, в девятнадцати томах)
- «Клиническая психология. Словарь» Архивная копия от 24 января 2009 на Wayback Machine (недоступная ссылка с 14-06-2016 [3319 дней]) (2007, в соавт.)
- «Большевистская философия» Архивная копия от 8 марта 2013 на Wayback Machine (2008, в трёх томах)
- «Психоанализ. Новейшая энциклопедия» (2009, глав. ред.)

## Избранные статьи
- Овчаренко В. И. Проблемы межличностных отношений и психология масс в теории личности З.Фрейда // Вестник БГУ, Сер. 3, 1973, № 1, с. 41—46.
- Овчаренко В. И. Проблема личности в психоанализе З.Фрейда // Вести АН БССР, Сер. общ. наук, 1973, № 2, с. 31—41.
- Овчаренко В. И. О некоторых возможностях развития концепции «защитных механизмов» личности // Педагогические аспекты социальной психологии. Мн., 1978, с. 37—39.
- Овчаренко В. И. К вопросу о психоаналитической модели психики // Философские науки, 1980, № 4, с. 149—153.
- Овчаренко В. И. Проблема морали в неофрейдизме // Вестник БГУ. Сер. 3, 1980, c. 30—33.
- Овчаренко В. И. Судьба Сабины Шпильрейн (недоступная ссылка) // Российский психоаналитический вестник, 1992, № 2, с. 64—69.
- Овчаренко В. И. Первая волна российского психоанализа // Российский психоаналитический вестник, 1993—1994, № 3—4, с. 32—38.
- Овчаренко В. И. Под знаком деструкции // Логос, 1994, № 5, с. 239—256.
- Овчаренко В. И. История российского психоанализа и проблемы её периодизации // Архетип, 1996, № 3—4, с. 145—150.
- Овчаренко В. И. Психоаналитическая антропология // Вопросы психологии, 1998, № 5, с. 114—119.
- Овчаренко В. И. Осознание бессознательного // Вопросы философии, 2000, № 10.
- Овчаренко В. И. Статус и аутентичность психоанализа // Вестник психоанализа, 2001, № 2, с. 81—86.
- Овчаренко В. И.Интенции и перспективы российского психоанализа / Материалы Всероссийской научно-практической конференции памяти проф. А. И. Белкина. М., 2004, с. 270—272.
- Овчаренко В. И. Как дело наше отзовётся? / Материалы Всероссийской психоаналитической конференции «Мужчина и женщина в современном изменяющемся мире: психоаналитические концепции». М., 2006, с. 63—65.
- Овчаренко В. И. Мультибазисность человека Архивная копия от 22 декабря 2015 на Wayback Machine // Вестник МГЛУ. Психологические науки. — М.: ИПК МГЛУ «Рема», 2010. — Вып. 7 (586). Психологические закономерности формирования познавательной деятельности. — С. 9-15.